# Thayer (Missouri)
Thayer è un comune degli Stati Uniti d'America, situato nello Stato del Missouri, nella contea di Oregon.